# Híres kassaiak listája
Ez a lista a szlovákiai Kassa városához kötődő személyeket mutatja.

## Kassán születtek
- 1499-ben Kassai János Antal (Antoninus János) (16. század) orvos.
- 1809-ben Korponay Gábor amerikai szabadságharcos.
- 1825. június 7-én Gerster Antal magyar és amerikai szabadságharcos.
- 1844. október 6-án Kozora Endre kanonok, a Kassai Katholikus Patronázs Egyesület (KKPE) választmányi tagja.
- 1850. november 2-án Gerster Béla építész, a Korinthoszi-csatorna tervezője és a Panama-csatorna társtervezője.
- 1852. október 3-án Kozora Vince jogász, aljegyző, majd a város főjegyzője 1912-ig.
- 1853. szeptember 17-én Czirbusz Géza földrajztudós.
- 1859. szeptember 5-én Kemény Lajos levéltáros.
- 1864. június 10-én Ferdinandy Gejza jogtudós.
- 1864. június 16-án Sárosi Árpád költő, színműíró és rendőrtiszt.
- 1864. június 28-án Pap Henrik festőművész.
- 1869. július 23-án Kemény Dezső orvos
- 1872. december 1-én Grosschmid Géza ügyvéd, királyi közjegyző, csehszlovákiai magyar szenátor, Márai Sándor és Radványi Géza apja.
- 1875. augusztus 31-én Bárczay Ferenc magyar földbirtokos, huszárhadnagy, országgyűlési képviselő.
- 1881. május 3-án Mauritz Béla  petrográfus, mineralógus, egyetemi tanár, a földtudományok doktora, a Magyar Tudományos Akadémia tagja.
- 1884. szeptember 18-án Slachta Margit, a Szociális Testvérek Társaságának alapító főnöknője, országgyűlési képviselő.
- 1887. január 23-án Reményi József szobrász, érem- és plakettművész.
- 1887. május 7-én Prokopp Sándor olimpiai bajnok sportlövő.
- 1889-ben Fleischmann Gyula politikus, publicista.
- 1891. január 6-án Bacsó Béla magyar szocialista újságíró.
- 1895. február 24-én Hellebronth Vilmos, a Szálasi-kormány tárca nélküli minisztere.
- 1895. március 22-én Illés Béla író.
- 1896-ban Biskoroványi Ernő bankigazgató.[1]
- 1896. december 23-án Szalay László magyar gazdálkodó, országgyűlési képviselő.
- 1897. január 6-án Szálasi Ferenc „nemzetvezető”.
- 1897 júliusában Zalka Ödön patológus, egyetemi tanár.
- 1899. május 11-én Salkaházi Sára nővér, boldoggá avatott vértanú.
- 1899. május 28-án Pethes Sándor színművész.
- 1900. április 11-én Márai Sándor író.
- 1902. február 21-én Márkus Lajos színművész.
- 1904. március 19-én Feld Lajos (1904-1991) festőművész, grafikus.
- 1907. szeptember 26-án Radványi Géza filmrendező.
- 1908. július 20-án Ballya Hugó Európa-bajnok evezős, edző.
- 1912-ben Jozef Bača (1912-1982) római katolikus pap, esperes.
- 1913. április 8-án Diez Erna osztrák régész, egyetemi tanár.
- 1913. november 5-én Radó Endre csendőrszázados.
- 1914. június 15-én Ladislav Troják szlovák nemzetiségű hokijátékos.
- 1917. szeptember 13-án Németh Imre olimpiai bajnok kalapácsvető.
- 1918. január 21-én Rácz Olivér író.
- 1922. január 1-jén Bakos György filmproducer.
- 1928. január 6-án Bacsó Péter filmrendező.
- 1929. június 1-jén Vukovich György statisztikus.
- 1932. december 24-én Zlata Čilinská szlovák régésznő.
- 1934. szeptember 24-én Törzs Dénes magyar származású német színész, televíziós bemondó és műsorvezető.
- 1940. április 23-án Éless Béla Gobbi Hilda-életműdíjas színész, rendező és színházigazgató.
- 1943. augusztus 6-án Schulek Ágoston háromszoros magyar bajnok magyar rúdugró, edző.
- 1946-ban Štefan Danko szlovák zoológus, ornitológus.
- 1980. szeptember 30-án Martina Hingis teniszezőnő.
- 1996. július 23-án David Dobrik vlogger.

## Kassán hunytak el
- 1311. szeptember 5-én itt ölték meg a kassai polgárok Aba Amadé nádort.
- 1619. szeptember 7-én itt ölték meg a három szent kassai vértanút.
- Itt végezték ki felségárulásért 1717 októberében Czelder Orbán kuruc brigadérost.
- Itt halt meg 1606. december 29-én Bocskai István erdélyi fejedelem.
- Itt halt meg 1634. november 26-án Alvinczi Péter hittudós.
- Itt halt meg 1731. április 25-én Kolozsvári Pál vallási író.
- Itt halt meg 1736. április 7-én Timon Sámuel jezsuita történész.
- Itt halt meg 1759. június 17-én Griming Simon szobrász.
- Itt halt meg 1825-ben Kmeth Dániel matematikus, csillagász, piarista áldozópap és akadémiai tanár.
- Itt halt meg 1825. december 23-án gróf Csáky Manó szepesi főispán, kiváló szónok és író.
- Bárcán halt meg 1877. január 17-én Bárczay Albert, Kassa egykori főispánja.
- Itt halt meg 1885. június 18-án Gállfy-Gállik András magyar és amerikai szabadságharcos.
- Itt hunyt el 1914-ben Puky József császári és királyi kamarás, miniszteri tanácsos, tüzérőrnagy, műgyűjtő.
- Kassai püspök volt Fischer-Colbrie Ágoston, 1907-1925 között.
- Itt hunyt el 1926. szeptember 6-án Kemény Dezső orvos
- Itt halt meg 1930. április 18-án Sárosi Árpád költő, színműíró és rendőrtiszt.
- Az Auschwitzba tartó vonaton mérgezte meg magát 1944-ben Schäffer Emil osztrák származású művészettörténész, színpadi író.
- Itt halt meg 1955. december 25-én Wick Béla római katolikus pap, tanító, történész.
- Itt halt meg 1988. november 5-én a Szent Erzsébet-dóm káplánja Kükemezey Mihály.
- Itt halt meg 1993-ban Kolbenheyer Tibor geofizikus, asztrofizikus, az MTA tagja.
- Itt halt meg 2005. október 27-én Jozef Bomba csehszlovák válogatott labdarúgó (született Bártfán, 1939. március 30-án).
- Itt hunyt el 2015-ben Racskó Árpád szlovákiai szobrász.

## Kassához kötődnek
- Itt volt lelkész 1531 és 1533 között Dévai Bíró Mátyás író.
- Itt tanult 1548 és 1553 között és itt börtönözték be Bornemisza Péter költőt.
- Itt élt 1548 és 1554 között Tinódi Lantos Sebestyén költő-énekes.
- Itt élt 1625 és 1630 között Szenczi Molnár Albert nyomdász, író.
- Izzo János (1721–1793) építész, író.
- Itt volt joggyakornok 1777 és 1781 között, majd iskolafelügyelő 1786 és 1791 között Kazinczy Ferenc költő.
- Itt tanított 1774 és 1799 között Baróti Szabó Dávid költő, műfordító.
- Itt volt gyakornok 1785-ben a városi kamarai igazgatóságon Batsányi János költő.
- Itt adták ki 1788-ban az első magyar nyelvű kritikai és irodalmi folyóiratot, a Magyar Museumot.
- Újházy Lajos (1793–?) festőművész.
- Andrássy György (1797–1872) politikus, országgyűlési képviselő.
- Heckenast Gusztáv (1811–1878) nyomdász, könyvkiadó.
- Henszlmann Imre (1813–1888) művészettörténész, régész.
- Itt élt 1828 és 1837 között Déryné Széppataki Róza, az első magyar opera-énekesnő.
- Doby Jenő (1834–1897) rézmetsző, rézkarcoló, festőművész.
- Itt raboskodott önkényuralom elleni verse miatt 1852 és 1853 között Tompa Mihály költő.
- Klupathy Jenő (1861–1931) fizikus, az MTA tagja, a gyakorlati fizika kiemelkedő alakja
- Itt tanult, volt képviselő, majd Kassa főispánja (1875–1877) Bárczay Albert
- A város országgyűlési képviselője volt 1884 és 1892 között Jókai Mór író.
- Magántisztviselőként dolgozott a városban 1907-től Kéthly Anna szociáldemokrata politikusnő.
- Kassán fogorvosként praktizált magánrendelőjében, Fő utca 42. (ma Hlavná ulica 56.) 1910-1926-ig Kemény Dezső orvos.
- Kassán végezte a Főgimnáziumot, majd fogorvosként praktizált, Fő utca 42. (ma Hlavná ulica 56.) megszakításokkal élt Kassán 1910-1941 között Kemény Albert szakfogorvos.
- Kassán nevelkedett (1910 – 1923), zenei tanulmányait a Kassai Zeneiskolában kezdte, a Főgimnázium tanulója volt Kemény Egon kétszeres Erkel Ferenc-díjas zeneszerző.
- A Kassai Nemzeti Színház tagja volt 1916-ban Paul Lukas (Lukács Pál) Oscar-díjas színész.
- A város országgyűlési képviselője volt a Csehszlovákiai Parlamentben Esterházy János magyar politikus.
- Itt élt és dolgozott 1946-tól Jan Pastor szlovák régész, a Kelet-szlovákiai Múzeum egyik alapítója.
- Hivatásos tisztként Kassán kezdett el szolgálni Maléter Pál, az 1956-os forradalom vértanúja, és a szülei szintén kassai családokból származtak.
- Itt tanított Beyer Henrik (1821-1881) gimnáziumi tanár.
- Itt tanított és volt haláláig a főreáliskola igazgatója Gerevich Emil matematikus.
- Itt töltötte gyerekkorát és végezte középiskolai tanulmányat Gerevich Tibor művészettörténész, kulturpolitikus, egyetemi tanár, az MTA rendes tagja, Gerevich Emil fia.
- Itt volt 1956 és 1988 között a Szent Erzsébet-dóm káplánja Kükemezey Mihály.